# Vor dem Spiegel (Roman)
Vor dem Spiegel (russisch Перед зеркалом Pered serkalom) ist ein Roman von Weniamin Kawerin. Er erschien erstmals 1971.

## Inhalt
Vor dem Spiegel schildert in Form eines Briefromans das Liebespaar Lisa und Kostja, die sich in ihrer Schulzeit kennengelernt haben. Lisa wird eine bekannte Malerin und reist ins Ausland, während Kostja in Perm lebt und Mathematiker wird. Der Briefwechsel erstreckt sich über den Zeitraum von 1910 bis 1932. In diese Zeit fällt die Oktoberrevolution und die Gründung der Sowjetunion. Trotz der zeitlichen und räumlichen Distanz gelingt es den beiden Protagonisten, ihre Fernbeziehung aufrechtzuerhalten. Die Erzählung kann auch als Künstler- und Entwicklungsroman gelten.

## Kritik
„Gesellschaftlich immer wieder in die Ohnmacht abgedrängt, lebt die russische Intelligenz in einer ideellen Welt. Daß die Kunst die Hauptrolle in Lisas Leben spielt, ist nicht verwunderlich – sie ist Künstlerin. Jedoch fällt ihre religiöse Einstellung zur Kunst auf. Kunst ist hier kein Instrument der Auseinandersetzung mit der Gesellschaft, sondern eine dauernde Auseinandersetzung mit sich selbst.
[…] Kawerin, der fast alle seine Bücher den Problemen der Intelligenz gewidmet hat, versetzte seine Heldin nicht nur darum ins Ausland, um ein Hindernis für die Liebe zu schaffen. Hätte er Turajewa in der Sowjetunion gelassen, so müßte sie ihre Suche nach der künstlerischen Wahrheit dauernd in politische Konflikte mit der Macht verwickeln – obgleich der Roman vorsichtigerweise im Jahre 1931 endet, also vor der definitiven Stalinisierung des Landes.“

## Deutschsprachige Ausgaben
Wenjamin Kawerin: Vor dem Spiegel. Roman. Aus dem Russischen von Gisela Drohla. Luchterhand Verlag, Neuwied 1971;
Sammlung Luchterhand, 1985 (Taschenbuchausgabe), ISBN 3-472-61586-9; Suhrkamp, Frankfurt am Main 1998, ISBN 3-518-22298-8 (Bibliothek Suhrkamp, Band 1298)